# Triệu Điệu Tương vương
Triệu Điệu Tương vương (chữ Hán: 趙悼襄王, trị vì 244 TCN - 236 TCN), tên thật là Triệu Yển (趙偃), là vị vua thứ chín của nước Triệu - chư hầu nhà Chu trong lịch sử Trung Quốc.

## Lên ngôi
Triệu Yển là con thứ của Triệu Hiếu Thành Vương. Năm 251 TCN, thái tử Triệu Dật (Xuân Bình Quân) qua đời, Triệu Yển được vua cha lập làm thái tử.
Năm 245 TCN, Hiếu Thành vương mất, Triệu Yển lên ngôi, tức là Triệu Điệu Tương Vương.

## Mở đất Yên
Triệu Điệu Tương vương không hợp với Liêm Pha mà hợp với Nhạc Thừa (con Nhạc Nghị). Ngay sau khi ông lên kế vị, Liêm Pha đánh hạ được thành Phần Dương, nhưng ông vẫn không ban thưởng mà lại cách chức, cho Nhạc Thừa thay.
Lão tướng Liêm Pha tức giận, mang quân đánh Nhạc Thừa. Nhạc Thừa bỏ chạy. Liêm Pha sợ tội cũng chạy sang nước Ngụy nhưng vua Ngụy không tin dùng.
Nối tiếp vua cha nhiều lần đánh thắng quân Yên, Triệu Điệu Tương vương tiếp tục tấn công Yên để mở rộng đất đai, bù lại những thành trì bị nước Tần chiếm. Năm 243 TCN, Triệu Điệu Tương vương sai Lý Mục đánh nước Yên, chiếm đất Vũ Toại và Phương Thành.
Năm 242 TCN, Yên vương Hỉ dùng người nước Triệu là Kịch Tân làm tướng. Kịch Tân đề nghị Yên vương đánh Triệu, vì Liêm Pha đã bị cách chức, bỏ nước Triệu sang nước Sở. Yên vương Hỷ nghe theo, sai Kịch Tân cầm quân đánh Triệu. Triệu Điệu Tương vương cử tướng Triệu là Bàng Noãn mang quân ra chống Yên. Quân Triệu đánh bại Yên, giết 2 vạn người, bắt sống và giết chết tướng Kịch Tân.

## Chống Tần
Năm 241 TCN, do sự khởi xướng của Bàng Noãn, 5 nước Triệu, Sở, Ngụy, Hàn, Yên hợp tung chống Tần, đánh Hàm Cốc quan, quân Tần xuất kích đánh bại liên quân. Liên quân bèn chuyển sang đánh nước Tề, chiếm được Nhiêu An.
Năm 240 TCN, để củng cố quốc phòng, Triệu Điệu Tương vương chia quân cho các tướng đi trấn giữ các nơi: cho Phó Để giữ Bình Ấp, Khánh Xá giữ Đông Dương, sai quân đội ở Hà Thủy giữ cầu Hà Dương.
Năm 239 TCN, nước Ngụy bị Tần đánh dữ dội, muốn kết thân với Triệu để cùng chống Tần, bèn hiến đất Nghiệp cho nước Triệu.
Năm 236 TCN, quân Triệu lại sang đánh Yên, chiếm thành Ly Dương. Trong khi quân Triệu chưa rút về nước thì nước Triệu bị Tần đánh vào đất Nghiệp. Quân Triệu chủ lực không kịp về cứu, Nghiệp Thành thất thủ. Quân Tần chiếm được quận Thượng Đảng và 9 thành của nước Triệu. Nước Triệu ngày một suy yếu, không còn khả năng chống cự với Tần.

## Qua đời
Nguyên Triệu Điệu Tương vương có người con trưởng là Triệu Gia, nhưng sau yêu người vợ thứ vốn làm nghề hát xướng, sinh ra Triệu Thiên, bèn lập Thiên làm thái tử.
Năm 236 TCN, Triệu Điệu Tương vương mất. Ông làm vua được 9 năm.

## Văn hóa hiện đại
Trong bộ manga Vương giả thiên hạ của tác giả Hara Yasuhisa, Triệu Điệu Tương vương được mô tả là hôn quân với nhân cách lệch lạc và bệnh hoạn. Tam Đại Thiên Lý Mục từng so sánh ông với Trụ Vương nhà Thương và Chu U vương nhà Chu. Cựu Tam Đại Thiên Liêm Pha thì khinh bỉ tới mức cho rằng ông có vấn đề tâm thần, không thể làm người chứ đừng nói tới làm vua một nước.
Khi quân Tần xâm lược Triệu, Nghiệp thành bị vây, ông không thèm đếm xỉa mà còn ra sức ăn chơi trụy lạc. Lý Mục khẩn cầu Điệu Tương vương cho phép 10 vạn quân Hàm Đan đến chi viện Nghiệp thành thì bị từ chối vì lý do ngự lâm quân phải bảo vệ ông ta đến khi ông ta qua đời. Điệu Tương vương mỉa mai Lý Mục và còn mong tất cả người dân ở Nghiệp thành hãy chết đi cho rảnh. Đến khi Nghiệp thành thất thủ, ông đổ hết mọi trách nhiệm cho Lý Mục, sai ngự lâm quân tới bắt và áp giải về để xử trảm.
Cái chết của Điệu Tương vương được hư cấu là bị đầu độc khi đang tắm tiên với các nam hầu nhỏ tuổi.